# Arghesh
Arghesh (persiska: ارغش) är en ort i Iran.   Den ligger i provinsen Khorasan, i den nordöstra delen av landet, 600 km öster om huvudstaden Teheran. Arghesh ligger 1 333 meter över havet och antalet invånare är 325.
Terrängen runt Arghesh är platt åt sydväst, men åt nordost är den kuperad. Runt Arghesh är det ganska glesbefolkat, med 47 invånare per kvadratkilometer. Närmaste större samhälle är Chāh Nasar, 5,7 km sydväst om Arghesh. Omgivningarna runt Arghesh är i huvudsak ett öppet busklandskap.